# Оже-Альяссим, Феликс
Фе́ликс Оже-Альясси́м (фр. Félix Auger-Aliassime; род. 8 августа 2000, Монреаль) — канадский теннисист. Победитель восьми турниров ATP (из них семь в одиночном разряде), бронзовый призёр Олимпийских игр 2024 года в смешанном парном разряде, обладатель Кубка Дэвиса (2022) в составе сборной Канады и Кубка ATP (2022). Бывшая вторая ракетка мира среди юношей; победитель Открытого чемпионата США среди юношей в одиночном (2016) и парном (2015) разрядах.
Обладатель ряда рекордов серии «челленджер» (самый молодой игрок в основной сетке, самый молодой победитель матча в основной сетке, самый молодой игрок, защитивший титул). Из своих первых десяти финалов в турнирах ATP выиграл лишь один, при этом попал в первую десятку рейтинга ATP ещё до того, как выиграл хотя бы один турнир на уровне ATP.

## Биография
Феликс Оже-Альяссим родился в августе 2000 года в Монреале. Его отец Сэм Альяссим, теннисный тренер, иммигрировал в Канаду из Того; мать, Мари Оже, учительница. Оже-Альяссим начал играть в теннис в пять лет, его сестра Малика тоже занимается теннисом. Своими примерами для подражания Оже-Альяссим называл Роджера Федерера, Жо-Вильфрида Тсонга и Гаэля Монфиса. Его игру уже в подростковом возрасте отличали способность доставать мячи из любой точки корта, коварные укороченные удары и отличный тактический расчёт.
С 2019 года встечался с хорватской конницей Ниной Гхаиби и официально сделал ей предложение в ноябре 2024 года.

### Юношеская карьера
В марте 2015 года в Драммондвилле (Канада), выиграв три квалификационных матча, Оже-Альяссим стал самым молодым теннисистом в истории, пробившимся в основную сетку турнира серии «челленджер», а также первым игроком, рождённым в 2000-е годы, включённым в рейтинг ATP, после чего снялся с соревнований. В июле в Гранби (Канада) Оже-Альяссим снова пробился в основную сетку «челленджера» через квалификацию, после чего одержал победу в первом круге над австралийцем Эндрю Уиттингтоном, став также самым молодым игроком, выигравшим матч в основной сетке турниров ATP Challenger. В сентябре вместе с ещё одним канадским юниором, Денисом Шаповаловым, он стал победителем Открытого чемпионата США в парном разряде среди юношей, а в октябре они принесли Канаде первый в её истории титул в юниорском командном турнире ITF (известном как «юношеский Кубок Дэвиса»), отдав в пяти раундах соперникам только одну игру из 15.
В мае 2016 года Оже-Альяссим вышел в первый в карьере финал турнира класса ITF Futures в одиночном разряде, а через месяц, всё ещё пятнадцатилетним, стал финалистом Открытого чемпионата Франции в одиночном разряде среди юношей, не реализовав три матч-бола в матче против 17-летнего француза Жоффре Бланкано. На Уимблдонском турнире они с Шаповаловым стали финалистами, но проиграли Стефаносу Циципасу и Кеннету Райсме. В сентябре на чемпионате США Оже-Альяссим дошёл до финала в обоих юношеских разрядах, став чемпионом в одиночном после победы в полуфинале над Циципасом — первой ракеткой мира среди юношей, — а в финале над Миомиром Кецмановичем. В ноябре он выиграл свои первые титулы в турнирах ITF Futures — сначала в одиночном, а затем в парном разряде.

### 2017—2018
За 2017 год Оже-Альяссим выиграл два «челленджера» в одиночном разряде — в Лионе и Севилье. Завоевав титул в Лионе, 16-летний канадец стал самым молодым победителем «челленджера» с 2009 года и всего лишь седьмым игроком за историю тура, выигравшим «челленджер» до достижения 17 лет. После победы в Севилье он в возрасте 17 лет и 1 месяц вошёл в число 200 сильнейших игроков мира согласно рейтингу ATP, став самым молодым теннисистом, которому это удалось, с 2002 года, когда успеха добился Рафаэль Надаль. Год Оже-Альяссим закончил на 162-м месте в рейтинге, будучи самым молодым игроком из 500 первых номеров рейтинга.
В конце 2017 года Оже-Альяссим получил травму, не позволившую ему начать вовремя следующий сезон. Вернувшись на корт в феврале, однако, он продолжил расширять список своих достижений. На турнире Мастерс в Индиан-Уэллс весной 2018 года Оже-Альяссим обыграл в первом круге своего соотечественника Вашека Поспишила, став первым теннисистом, рождённым в 2000-е годы, которому удалось выиграть матч в основной сетке этого турнира, и самым молодым с 1989 года, когда этого результата добился Майкл Чанг. В июне канадец во второй раз подряд выиграл «челленджер» в Лионе, в возрасте 17 лет и 10 месяцев став самым молодым теннисистом в истории, защитившим титул в туре ATP Challenger, а также четвёртым в истории обладателем трёх и более титулов в «челленджерах» к 18 годам после Ришара Гаске, Новака Джоковича и Хуана Мартина дель Потро.
В августе на Открытом чемпионате США Оже-Альяссим впервые пробился через квалификационный отбор в основную сетку турнира Большого шлема. В первом круге жребий свёл его с Шаповаловым; друзья-соперники выиграли по одному сету, прежде чем Оже-Альяссим внезапно вынужден был прекратить борьбу из-за пальпитации (учащённого сердцебиения) и головокружения. Ему удалось быстро восстановиться, и в сентябре он был заявлен запасным в составе сборной Канады на матч Кубка Дэвиса против Нидерландов. Канадцы победили досрочно, и Оже-Альяссим так и не вышел на корт. Однако уже в конце сентября на турнире АТР в Чэнду он дошёл до четвертьфинала, обыграв по пути 23-ю ракетку мира Чон Хёна, а в середине октября завоевал свой четвёртый титул в «челленджерах» в одиночном разряде, отдав соперникам только два сета в восьми матчах за восемь дней. Год канадец закончил на 108-м месте в рейтинге.

### 2019

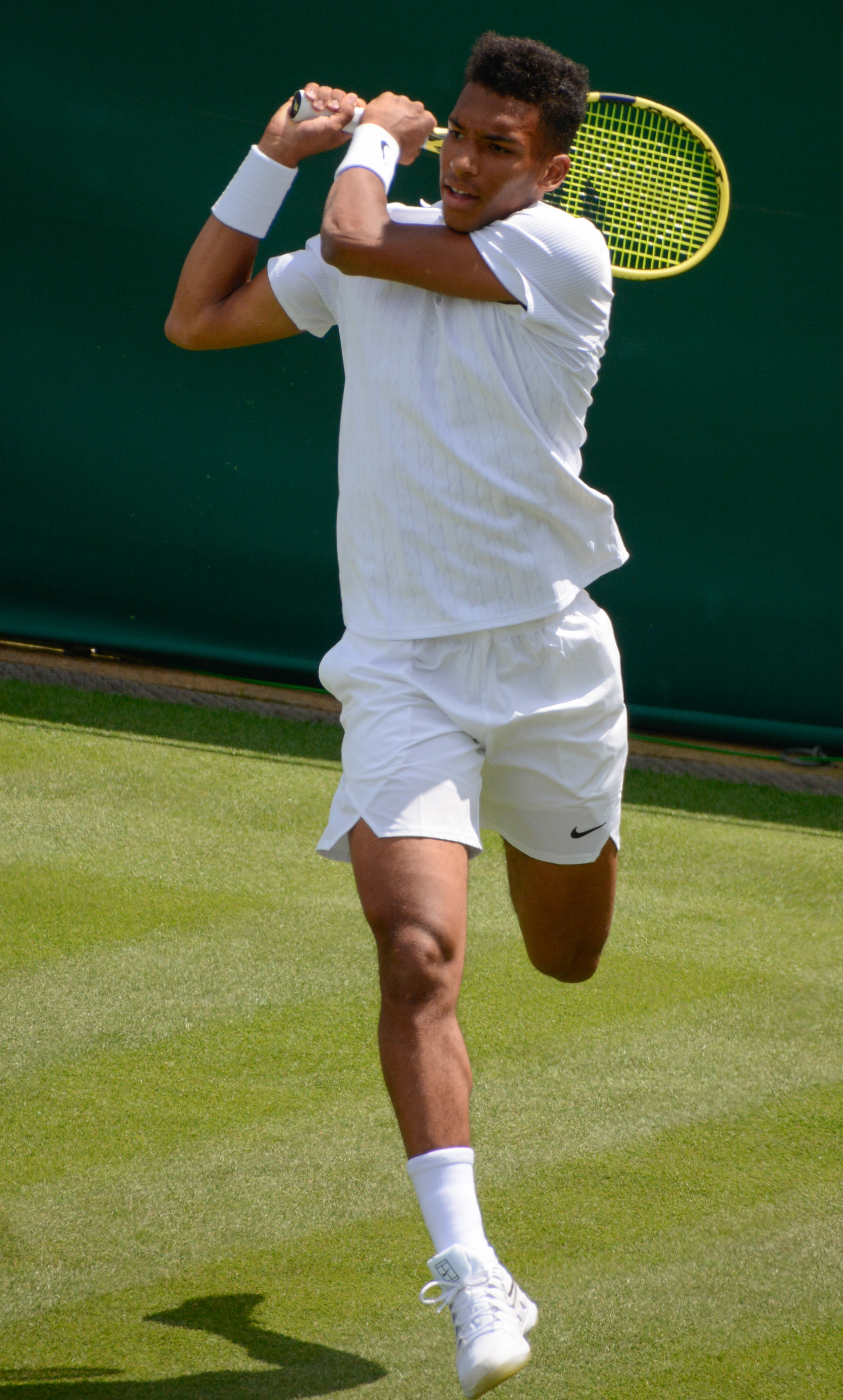
2019 год

В феврале 2019 года Оже-Альяссим впервые сыграл за сборную Канады в Кубке Дэвиса, принеся команде решающее очко в матче со словаками в Братиславе. После этого 18-летний канадец обыграл в первом круге турнира ATP 500 в Рио-де-Жанейро 16-ю ракетку мира Фабио Фоньини и затем дошёл до финала, став самым молодым финалистом в истории турниров этого класса с момента его учреждения. Это позволило Оже-Альяссиму впервые в карьере войти в число ста сильнейших теннисистов мира, поднявшись в рейтинге до 60-го места. Канадец стал первым теннисистом из родившихся в 2000-е годы, которому удалось пробиться в первую сотню рейтинга.
В турнире Мастерс в Индиан-Уэллсе Оже-Альяссим, получивший от организаторов уайлд-кард, обыграл во втором круге 10-ю ракетку мира Стефаноса Циципаса, одержав первую в карьере победу над соперником из первой десятки рейтинга. После этого он проиграл японцу Ёсихито Нисиоке в драматичной борьбе — выиграв первый сет на тай-брейке, канадец проиграл второй и уступал в третьем 5:1 по геймам, но отыграл три матч-бола, сумел сравнять счёт в сете и в свою очередь вёл 5-3 на решающем тай-брейке, прежде чем Нисиока выиграл четыре подачи подряд. Оже-Альяссим начал турнир Мастер в Майами с квалификационного отбора, но дошёл до полуфинала после победы над посеянным под 11-м номером Борной Чоричем, став самым молодым полуфиналистом за 34-летнюю историю турнира и всего лишь вторым игроком из квалификации, дошедшим на нём до этого этапа (после Гильермо Каньяса в 2007 году). Он также довёл баланс своих встреч с соперниками из первой двадцатки рейтинга до 5-0, но не сумел продлить эту серию, в полуфинале уступив действующему чемпиону и 9-й ракетке мира Джону Изнеру со счётом 6:7, 6;7. После этого турнира Оже-Альяссим поднялся в рейтинге на 33-е место, став первым игроком в Top-50, родившимся в 2000-е годы. Накануне Открытого чемпионата Франции канадец пробился в финал турнира ATP базовой категории в Лионе, но во время финальной игры против Бенуа Пера получил травму паховой области и вынужден был отказаться от выступления на «Ролан Гаррос». Оже-Альяссим восстановился к началу травяного сезона и дошёл до финала в турнире ATP в Штутгарте и до полуфинала в чемпионате Queen’s Club, относящемся к категории ATP 500, после очередной победы над Циципасом. В июле 2019 года Феликс участвовал в Уимблдонском турнире, был посеян под 19-м номером, но в третьем круге проиграл в трёх сетах французу Уго Эмберу.
После этого последовала серия менее удачных выступлений, включавшая второе подряд поражение от Шаповалова в первом круге Открытого чемпионата США, но 20 августа Оже-Альяссим сумел впервые войти в Top-20 рейтинга ATP. Посвящённый ему материал появился в сентябрьском номере журнала Vogue. Канадец завершил индивидуальный сезон досрочно, из-за травмы левой щиколотки в октябре пропустив оставшиеся официальные турниры и выставочный турнир лучших молодых игроков Next Generation ATP Finals. Он вернулся на корт в финале Кубка Дэвиса, куда сборная вышла без его участия, но уступил 9-й ракетке мира Роберто Баутисте Агуту. По итогам сезона молодой канадец был номинирован на награды ATP в номинациях «Прогресс года» и «Новичок года», но уступил соответственно Маттео Берреттини и Яннику Синнеру.

### 2020—2022
За 2020 год, как и за предыдущий, канадец трижды играл в финалах турниров ATP в одиночном разряде (два раза в турнирах базовой категории и один раз, в Роттердаме, в турнире ATP 500), но снова не сумел завоевать ни одного титула. Во всех трёх случаях канадец проиграл соперникам из первой десятки рейтинга. Он также побывал в 4-м круге Открытого чемпионата США, куда пробился после победы над Энди Марреем но там проиграл в трёх сетах будущему чемпиону Доминику Тиму. Единственный титул за сезон канадец завоевал в парном разряде, выиграв турнир Мастерс в Париже. Оже-Альяссим и его партнёр поляк Хуберт Хуркач победили на пути к титулу четыре посеянных пары, включая первую пару мира Орасио Себальос-Роберт Фара. Это позволило канадскому теннисисту продвинуться с 251-го на 77-е место в списке лучших теннисистов мира в парном разряде; в одиночном он не сумел улучшить достижение 2019 года и снова закончил сезон в третьей десятке рейтинга.

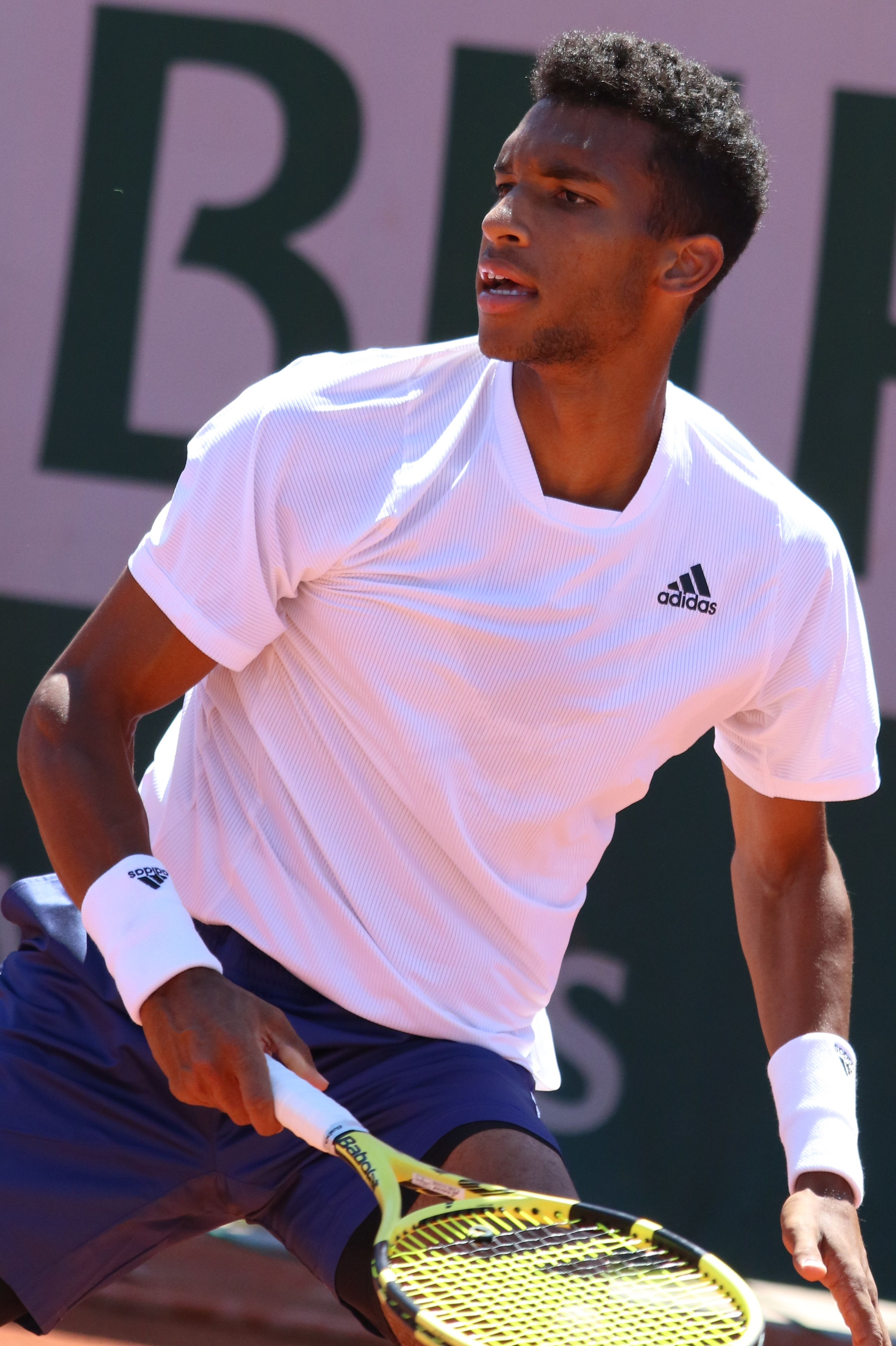
2021 год

В начале февраля 2021 года, перед стартом Открытого чемпионата Австралии по теннису, Феликс дошёл до финала на турнире ATP-250 в Мельбурне и вновь, в седьмой раз, уступил. В финале он не смог переиграть британского спортсмена Даниэля Эванса. По ходу турнира сумел сломить сопротивления таких теннисистов как Корантен Муте, Юити Сугита и Егор Герасимов. В середине июня на турнире ATP 500 в Халле на траве обыграл в трёх сетах Роджера Федерера. Разница в возрасте между победителем и побеждённым (ровно 19 лет) была самой большой за всю карьеру 39-летнего Федерера. В этом турнире Оже-Альяссим дошёл до полуфинала, проиграв Юго Эмберу. В парном разряде снова составившие пару Оже-Альяссим и Хуберт Хуркач проиграли в финале.
На Уимблдоне канадец победил в пяти сетах в 4-м круге 6-ю ракетку мира Александра Зверева, уступив затем будущему финалисту и 9-й ракетке мира Маттео Берреттини. Позже он победил Берреттини в турнире Мастерс в Цинциннати, в четвертьфинале проиграв Циципасу, занимавшему 3-е место в рейтинге. После этого на Открытом чемпионате США жеребьёвка сложилась для Оже-Альяссима благоприятно, и он добрался до полуфинала, лишь раз обыграв по пути сеяного соперника — Баутисту Агута, на тот момент 21-го в мире. В полуфинале, однако, ему не удалось навязать борьбу второй ракетке мира Даниилу Медведеву: россиянин победил в трёх сетах, став затем чемпионом. К середине ноября канадец впервые в карьере достиг 10-го места в рейтинге, но в итоговый турнир года не попал, вместе с Шаповаловым отказавшись также от участия в Кубке Дэвиса. По собственным словам игрока, причиной отказа стала травма, от которой он страдал уже некоторое время. По итогам сезона Оже-Альяссим был впервые признан теннисистом года в Канаде, во второй раз победив в номинации «Прогресс года».
В первую неделю 2022 года Оже-Альяссим и Шаповалов выиграли Кубок ATP — командное соревнование на уровне сборных, проходящее в начале календарного сезона в Австралии. По ходу турнира Оже-Альяссим обыграл Александра Зверева (на групповом этапе) и Баутисту Агута (в финале). После этого он поднялся в рейтинге на 9-е место. На Открытом чемпионате Австралии Оже-Альяссим в четвертьфинальном матче с Медведевым вёл 2:0 по сетам, а затем имел матчбол на подаче соперника в четвёртом сете, но в итоге проиграл матч со счётом 2:3. В феврале канадец завоевал первый в карьере титул в основном туре ATP, победив в турнире ATP 500 в Роттердаме двух соперников из первой десятки рейтинга — Андрея Рублёва в полуфинале и Стефаноса Циципаса в финале. На следующей неделе в Марселе он в финале уступил Рублёву.
Весенний сезон был ознаменован для канадца выходами в четвертьфиналы турниров Мастерс в Мадриде и Риме, где он уступил соответственно Звереву и Джоковичу. На Открытом чемпионате Франции он проиграл в 4-м круге в пяти сетах будущему чемпиону Надалю. После ещё двух четвертьфиналов турниров Мастерс (в Монреале и Цинциннати) Оже-Альяссим достиг в рейтинге 8-й позиции, но затем рано выбыл из борьбы в Открытом чемпионате США и потерял значительное количество очков. В сентябре он добился успеха в командных турнирах, вначале победив в групповом матче Кубка Дэвиса Карлоса Алькараса, возглавлявшего рейтинг после Открытого чемпионата США, а затем в выставочном Кубке Лейвера нанеся поражение Джоковичу. После возвращения в индивидуальные соревнования канадец проиграл в первом раунде в Астане Баутисте Агуту, но затем начал беспроигрышную серию из 16 матчей, завоевав подряд три титула во Флоренции, Антверпене (оба — в турнирах ATP 250) и Базеле (ATP 500). В Париже, в последнем в сезоне турнире Мастерс, он проиграл в полуфинале будущему чемпиону — датчанину Хольгеру Руне, которого перед этим победил в базельском финале. Успехи на финише сезона позволили Оже-Альяссиму подняться на 6-е место в рейтинге и обеспечить себе участие в итоговом турнире ATP, разыгрываемом среди 8 лучших теннисистов года. Он завершил сезон завоеванием первого в истории канадской сборной Кубка Дэвиса, вместе с Шаповаловым победив в финале команду Австралии.

### 2023—2025
На Открытом чемпионате Австралии 2023 года Оже-Альяссим (шестой номер посева) дошёл до четвёртого круга, где уступил несеянному Иржи Легечке в четырёх сетах. На всех остальных турнирах Большого шлема в 2023 году проигрывал уже в первом круге. В октябре второй год подряд выиграл турнир ATP 500 в Базеле. Это был первый финал и первая победа канадца на турнирах ATP за год. В общей сложности этот титул стал пятым для Оже-Альяссима на турнирах ATP, и все пять он завоевал в зале. Этот титул, однако, остался для него и единственным в сезоне, и, не сумев повторить прошлогоднюю победную серию, он завершил сезон на 29-м месте в рейтинге. Из-за травм пропустил финальную часть Кубка Дэвиса, где в отсутствие двух ведущих игроков (не участвовал также Шаповалов) канадцы не смогли удержать титул, проиграв в четвертьфинале финнам. Несмотря на неудачи, Оже-Альяссим был в третий раз подряд признан теннисистом года в Канаде среди мужчин.
В мае 2024 года на турнире Мастерс в Мадриде канадец дошёл до финала после того, как двое его соперников не сумели закончить матч, а ещё один отказался от игры до её начала. В финале Оже-Альяссим уступил в трёх сетах Андрею Рублёву. После этого в Открытом чемпионате Франции он пробился в четвёртый круг после убедительной победы над 15-м номером Беном Шелтоном, но затем почти так же разгромно проиграл Алькарасу. На Олимпийских играх в Париже дошёл до полуфинала в одиночном разряде (после побед над 4-м и 6-м сеяными игроками) и в смешанных парах. Два последних матча в одиночном разряде канадец проиграл Алькарасу и Лоренцо Музетти, но в миксте с Габриэлой Дабровски сумел завоевать бронзовые медали. Позже Оже-Альяссим помог сборной выйти в финальную часть Кубка Дэвиса, выиграв в отборочной группе все три своих матча в одиночном разряде, но в октябре объявил о досрочном завершении сезона и в финальной части соревнования не участвовал. По итогам сезона снова признан теннисистом года в Канаде.
Канадец успешно начал 2025 год, из трёх своих первых турниров выиграв два — в Аделаиде и в Монпелье, оба категории ATP 250 на ходовых кортах. В начале марта на турнире ATP 500 в Дубае занимающий в рейтинге 21-е место Оже-Альяссим вышел в третий с начала сезона финал, но там уступил в двух сетах 11-й ракетке мира Циципасу. Весна и начало лета прошли без существенных успехов и включали среди прочего поражения в первом круге в Открытом чемпионате Франции и во втором на Уимблдоне, но в июле Оже-Альяссим и Бьянка Андрееску, представлявшие Канаду в выставочном Кубке Хопмана, впервые в истории завоевали этот трофей, победив команды из Испании, Греции и Италии. Оже-Альяссим, как и на Олимпиаде в Париже, проявил себя как успешный игрок в смешанном парном разряде.

## Рейтинг на конец года
| Год  | Одиночный рейтинг | Парный рейтинг |
| 2024 | 29                | —              |
| 2023 | 29                | 166            |
| 2022 | 6                 | 256            |
| 2021 | 11                | 134            |
| 2020 | 21                | 77             |
| 2019 | 21                | —              |
| 2018 | 108               | 370            |
| 2017 | 162               | 991            |
| 2016 | 613               | 865            |
| 2015 | 742               | 1647           |

## Выступления на турнирах

### Финалы турнировATPв одиночном разряде (18)
| Легенда                     |
| --------------------------- |
| Турниры Большого шлема (0)* |
| Итоговый турнир ATP (0)     |
| ATP Мастерс 1000 (0+1)      |
| АТР 500 (3)                 |
| АТР 250 (4)                 |

| Титулы по покрытиям | Титулы по месту проведения матчей турнира |
| ------------------- | ----------------------------------------- |
| Хард (7+1)*         | Зал (6+1)                                 |
| Грунт (0)           | Зал (6+1)                                 |
| Трава (0)           | Открытый воздух (1)                       |
| Ковёр (0)           | Открытый воздух (1)                       |

* количество побед в одиночном разряде + количество побед в парном разряде.

#### Победы (7)
| №  | Дата            | Турнир                | Покрытие   | Соперник в финале    | Счёт              |
| 1. | 13 февраля 2022 | Роттердам, Нидерланды | Хард (зал) | Стефанос Циципас     | 6-4 6-2           |
| 2. | 16 октября 2022 | Флоренция, Италия     | Хард (зал) | Джей Джей Вольф      | 6-4 6-4           |
| 3. | 23 октября 2022 | Антверпен, Бельгия    | Хард (зал) | Себастьян Корда      | 6-3 6-4           |
| 4. | 30 октября 2022 | Базель, Швейцария     | Хард (зал) | Хольгер Руне         | 6-3 7-5           |
| 5. | 29 октября 2023 | Базель (2)            | Хард (зал) | Хуберт Хуркач        | 7-6(3) 7-6(5)     |
| 6. | 11 января 2025  | Аделаида, Австралия   | Хард       | Себастьян Корда      | 6-3 3-6 6-1       |
| 7. | 2 февраля 2025  | Монпелье, Франция     | Хард (зал) | Александар Ковачевич | 6-2 6-7(7) 7-6(2) |

#### Поражения (11)
| №   | Дата            | Турнир                   | Покрытие   | Соперник в финале | Счёт        |
| 1.  | 24 февраля 2019 | Рио-де-Жанейро, Бразилия | Грунт      | Ласло Дьёре       | 3-6 5-7     |
| 2.  | 25 мая 2019     | Лион, Франция            | Грунт      | Бенуа Пер         | 4-6 3-6     |
| 3.  | 16 июня 2019    | Штутгарт, Германия       | Трава      | Маттео Берреттини | 4-6 6-7(11) |
| 4.  | 16 февраля 2020 | Роттердам, Нидерланды    | Хард (зал) | Гаэль Монфис      | 2-6 4-6     |
| 5.  | 23 февраля 2020 | Марсель, Франция         | Хард (зал) | Стефанос Циципас  | 3-6 4-6     |
| 6.  | 18 октября 2020 | Кёльн, Германия          | Хард (зал) | Александр Зверев  | 3-6 3-6     |
| 7.  | 7 февраля 2021  | Мельбурн, Австралия      | Хард       | Дэниел Эванс      | 2-6 3-6     |
| 8.  | 13 июня 2021    | Штутгарт, Германия       | Трава      | Марин Чилич       | 6-7(2) 3-6  |
| 9.  | 20 февраля 2022 | Марсель, Франция         | Хард (зал) | Андрей Рублёв     | 5-7 6-7(4)  |
| 10. | 5 мая 2024      | Мадрид, Испания          | Грунт      | Андрей Рублёв     | 6-4 5-7 5-7 |
| 11. | 1 марта 2025    | Дубай, ОАЭ               | Хард       | Стефанос Циципас  | 3-6 3-6     |

### Финалы челленджеров и фьючерсов в одиночном разряде (9)

#### Победы (6)
| Условные обозначения |
| Челленджеры (4+1)*   |
| Фьючерсы (2+1)       |

| Титулы по покрытиям | Титулы по месту проведения матчей турнира |
| ------------------- | ----------------------------------------- |
| Хард (2+1)*         | Зал (1+1)                                 |
| Грунт (4+1)         | Зал (1+1)                                 |
| Трава (0)           | Открытый воздух (5+1)                     |
| Ковёр (0)           | Открытый воздух (5+1)                     |

* количество побед в одиночном разряде + количество побед в парном разряде.
| №  | Дата            | Турнир              | Покрытие   | Соперник в финале               | Счёт           |
| 1. | 6 ноября 2016   | Бирмингем США       | Грунт      | Хуан Мануэль Бенитес Чаварриага | 7-5 7-5        |
| 2. | 12 марта 2017   | Шербрук, Канада     | Хард (зал) | Глеб Сахаров                    | 3-6 6-3 6-4    |
| 3. | 18 июня 2017    | Лион, Франция       | Грунт      | Матиас Бург                     | 6-4 6-1        |
| 4. | 9 сентября 2017 | Севилья, Испания    | Грунт      | Иньиго Сервантес Уэгун          | 6-7(4) 6-3 6-3 |
| 5. | 17 июня 2018    | Лион, Франция       | Грунт      | Жоан Tатло                      | 6-7(3) 7-5 6-2 |
| 6. | 13 октября 2018 | Ташкент, Узбекистан | Хард       | Камиль Майхшак                  | 6-3 6-2        |

#### Поражения (3)
| №  | Дата           | Турнир          | Покрытие | Соперник в финале   | Счёт              |
| 1. | 8 мая 2016     | Льейда, Испания | Грунт    | Рамкумар Раманатхан | 6-7(1) 2-6        |
| 2. | 15 января 2017 | Плантейшен, США | Грунт    | Роберто Сид Суберви | 7-6(4) 6-7(3) 0-6 |
| 3. | 24 июня 2018   | Блуа, Франция   | Грунт    | Скот Грикспор       | 4-6 4-6           |

### Финалы турнировATPв парном разряде (2)

#### Победы (1)
| №  | Дата          | Турнир         | Покрытие   | Партнёр       | Соперники в финале      | Счёт                 |
| 1. | 8 ноября 2020 | Париж, Франция | Хард (зал) | Хуберт Хуркач | Мате Павич Бруно Соарес | 6-7(3) 7-6(7) [10-2] |

#### Поражения (1)
| №  | Дата         | Турнир          | Покрытие | Партнёр       | Соперники в финале       | Счёт       |
| 1. | 20 июня 2021 | Халле, Германия | Трава    | Хуберт Хуркач | Кевин Кравиц Хория Текэу | 6-7(4) 4-6 |

### Финалы челленджеров и фьючерсов в парном разряде (2)

#### Победы (2)
| №  | Дата            | Турнир            | Покрытие   | Партнёр       | Соперники в финале             | Счёт           |
| 1. | 13 ноября 2016  | Найсвилл, США     | Грунт      | Патрик Кипсон | Патрик Дэйсик Дэйн Уэбб        | 7-5 6-1        |
| 2. | 11 февраля 2018 | Будапешт, Венгрия | Хард (зал) | Никола Кун    | Марин Драганя Томислав Драганя | 2-6 6-2 [11-9] |

### Финалы командных турниров (3)

#### Победы (2)
| №  | Год  | Турнир       | Команда                                                  | Соперник в финале                                                                         | Счёт |
| 1. | 2022 | Кубок ATP    | Канада · С. Диес, Ф. Оже-Альяссим, Д. Шаповалов, Б. Шнур | Испания · Р. Баутиста Агут, А. Давидович Фокина, П. Карреньо Буста, П. Мартинес, А. Рамос | 2-0  |
| 2. | 2022 | Кубок Дэвиса | Канада Ф. Оже-Альяссим, В. Поспишил, Д. Шаповалов        | Австралия А. де Минор, Т. Коккинакис, М. Пёрселл, Дж. Томпсон, М. Эбден                   | 2-0  |

#### Поражения (1)
| №  | Год  | Турнир       | Команда                                           | Соперник в финале                                            | Счёт |
| 1. | 2019 | Кубок Дэвиса | Канада Ф. Оже-Альяссим, В. Поспишил, Д. Шаповалов | Испания Р. Баутиста Агут, М. Гранольерс, Ф. Лопес, Р. Надаль | 0-2  |

## История выступлений на турнирах
По состоянию на 9 июня 2025 года
Для того, чтобы предотвратить неразбериху и удваивание счета, информация в этой таблице корректируется только по окончании турнира или по окончании участия там данного игрока.
| Турнир                       | 2016  | 2017          | 2018          | 2019          | 2020          | 2021          | 2022          | 2023          | 2024  | 2025  | Итог   | В/П за карьеру |
| ---------------------------- | ----- | ------------- | ------------- | ------------- | ------------- | ------------- | ------------- | ------------- | ----- | ----- | ------ | -------------- |
| Турниры Большого шлема       |       |               |               |               |               |               |               |               |       |       |        |                |
| Открытый чемпионат Австралии | -     | -             | -             | К2            | 1Р            | 4Р            | 1/4           | 4Р            | 3Р    | 2Р    | 0 / 6  | 13-6           |
| Открытый чемпионат Франции   | -     | -             | К2            | -             | 1Р            | 1Р            | 4Р            | 1Р            | 4Р    | 1Р    | 0 / 6  | 6-6            |
| Уимблдонский турнир          | -     | -             | -             | 3Р            | НП            | 1/4           | 1Р            | 1Р            | 1Р    |       | 0 / 5  | 6-5            |
| Открытый чемпионат США       | -     | К2            | 1Р            | 1Р            | 4Р            | 1/2           | 2Р            | 1Р            | 1Р    |       | 0 / 7  | 9-5            |
| Итог                         | 0 / 0 | 0 / 0         | 0 / 1         | 0 / 2         | 0 / 3         | 0 / 4         | 0 / 4         | 0 / 4         | 0 / 4 | 0 / 2 | 0 / 24 |                |
| В/П в сезоне                 | 0-0   | 0-0           | 0-1           | 2-2           | 3-3           | 12-4          | 8-4           | 3-4           | 5-4   | 1-2   |        | 34-24          |
| Итоговые турниры             |       |               |               |               |               |               |               |               |       |       |        |                |
| Итоговый турнир ATP          | -     | -             | -             | -             | -             | -             | Группа        | -             | -     |       | 0 / 1  | 1-2            |
| Олимпийские игры             |       |               |               |               |               |               |               |               |       |       |        |                |
| Летняя Олимпиада             | -     | Не проводился | Не проводился | Не проводился | Не проводился | 1Р            | Не проводился | Не проводился | IV    | НП    | 0 / 2  | 4-3            |
| Турниры Мастерс              |       |               |               |               |               |               |               |               |       |       |        |                |
| Индиан-Уэлс                  | -     | -             | 2Р            | 3Р            | НП            | 2Р            | 2Р            | 1/4           | 3Р    | 2Р    | 0 / 7  | 7-7            |
| Майами                       | -     | -             | К1            | 1/2           | НП            | 3Р            | 2Р            | 3Р            | 2Р    | 3Р    | 0 / 6  | 9-6            |
| Монте-Карло                  | -     | -             | 1Р            | 2Р            | НП            | 1Р            | 2Р            | -             | 2Р    | 1Р    | 0 / 6  | 2-6            |
| Мадрид                       | -     | -             | -             | 2Р            | НП            | 1Р            | 1/4           | 2Р            | Ф     | 2Р    | 0 / 6  | 8-6            |
| Рим                          | -     | -             | -             | 1Р            | 1Р            | 3Р            | 1/4           | 2Р            | 3Р    | -     | 0 / 6  | 5-6            |
| Торонто/Монреаль             | К1    | -             | 2Р            | 3Р            | НП            | 2Р            | 1/4           | 1Р            | 1Р    |       | 0 / 6  | 5-6            |
| Цинциннати                   | -     | -             | -             | 1Р            | 2Р            | 1/4           | 1/4           | 2Р            | 3Р    |       | 0 / 6  | 9-6            |
| Шанхай                       | -     | -             | -             | 2Р            | Не проводился | Не проводился | Не проводился | 2Р            | 2Р    |       | 0 / 3  | 1-3            |
| Париж                        | -     | -             | -             | -             | 1Р            | 2Р            | 1/2           | 2Р            | -     |       | 0 / 4  | 5-4            |
| Статистика за карьеру        |       |               |               |               |               |               |               |               |       |       |        |                |
| Проведено финалов            | 0     | 0             | 0             | 3             | 3             | 2             | 5             | 1             | 1     | 3     |        | 18             |
| Выиграно турниров АТП        | 0     | 0             | 0             | 0             | 0             | 0             | 4             | 1             | 0     | 2     |        | 7              |
| В/П: всего                   | 0-0   | 0-0           | 6-10          | 33-23         | 23-19         | 38-24         | 60-27         | 23-19         | 32-25 | 20-12 |        | 235-159        |
| Σ % побед                    | -     | -             | 38 %          | 59 %          | 55 %          | 61 %          | 69 %          | 55 %          | 56 %  | 63 %  |        | 59,6 %         |

К — проигрыш в квалификационном турнире.

## Победы над теннисистами из топ-10
По состоянию на 9 июня 2025 года
- У Оже-Альяссима рекорд 20-41 против игроков, которые на момент проведения матча входили в топ-10.

| Сезон | 2018 | 2019 | 2020 | 2021 | 2022 | 2023 | 2024 | 2025 | Всего |
| Побед | 0    | 2    | 0    | 4    | 7    | 1    | 4    | 2    | 20    |

| №    | Игрок             | Рейтинг | Турнир                 | Покрытие   | Этап       | Счёт                       | Рейтинг Оже-Альяссима |
| ---- | ----------------- | ------- | ---------------------- | ---------- | ---------- | -------------------------- | --------------------- |
| 2019 |                   |         |                        |            |            |                            |                       |
| 1.   | Стефанос Циципас  | 10      | Индиан-Уэлс, США       | Хард       | 2-й раунд  | 6-4, 6-2                   | 58                    |
| 2.   | Стефанос Циципас  | 6       | Лондон, Великобритания | Трава      | 1/4 финала | 7-5, 6-2                   | 21                    |
| 2021 |                   |         |                        |            |            |                            |                       |
| 3.   | Диего Шварцман    | 10      | Рим, Италия            | Грунт      | 2-й раунд  | 6-1, 6-3                   | 21                    |
| 4.   | Роджер Федерер    | 8       | Халле, Германия        | Трава      | 2-й раунд  | 4-6, 6-3, 6-2              | 21                    |
| 5.   | Александр Зверев  | 6       | Уимблдон               | Трава      | 4-й раунд  | 6-4, 7-6(6), 3-6, 3-6, 6-4 | 19                    |
| 6.   | Маттео Берреттини | 8       | Цинциннати, США        | Хард       | 3-й раунд  | 6-4, 6-3                   | 17                    |
| 2022 |                   |         |                        |            |            |                            |                       |
| 7.   | Александр Зверев  | 3       | Кубок ATP              | Хард       | Группа     | 6-4, 4-6, 6-3              | 11                    |
| 8.   | Андрей Рублёв     | 7       | Роттердам, Нидерланды  | Хард (зал) | 1/2 финала | 6-7(5), 6-4, 6-2           | 9                     |
| 9.   | Стефанос Циципас  | 4       | Роттердам, Нидерланды  | Хард (зал) | Финал      | 6-4, 6-2                   | 9                     |
| 10.  | Карлос Алькарас   | 1       | Кубок Дэвиса           | Хард (зал) | Группа     | 6-7(3), 6-4, 6-2           | 13                    |
| 11.  | Новак Джокович    | 7       | Кубок Лейвера          | Хард (зал) | Группа     | 6-3, 7-6(3)                | 13                    |
| 12.  | Карлос Алькарас   | 1       | Базель, Швейцария      | Хард (зал) | 1/2 финала | 6-3, 6-2                   | 9                     |
| 13.  | Рафаэль Надаль    | 2       | Итоговый турнир ATP    | Хард (зал) | Группа     | 6-3, 6-4                   | 6                     |
| 2023 |                   |         |                        |            |            |                            |                       |
| 14.  | Хольгер Руне      | 6       | Базель, Швейцария      | Хард (зал) | 1/2 финала | 6-3, 6-2                   | 19                    |
| 2024 |                   |         |                        |            |            |                            |                       |
| 15.  | Каспер Рууд       | 6       | Мадрид, Испания        | Грунт      | 4-й раунд  | 6-4, 7-5                   | 35                    |
| 16.  | Даниил Медведев   | 5       | Олимпиада, Париж       | Грунт      | 3-й раунд  | 6-3, 7-6(5)                | 19                    |
| 17.  | Каспер Рууд       | 9       | Олимпиада, Париж       | Грунт      | 1/4 финала | 6-4, 6-7(8), 6-3           | 19                    |
| 18.  | Каспер Рууд       | 8       | Цинциннати, США        | Хард       | 2-й раунд  | 6-3, 6-1                   | 19                    |
| 2025 |                   |         |                        |            |            |                            |                       |
| 19.  | Тейлор Фриц       | 4       | United Cup             | Хард       | Группа     | 4-6, 7-5, 6-3              | 29                    |
| 20.  | Даниил Медведев   | 6       | Доха, Катар            | Хард       | 1/4 финала | 6-3, - отказ               | 23                    |